# Gertrude delle Fiandre
Gertrude delle Fiandre (1140 circa – 1186) fu la seconda delle quattro mogli del conte Umberto III di Savoia e, come tale, contessa consorte di Savoia, dal 1155 al 1163.

## Origine
Secondo la Genealogica Comitum Flandriæ Bertiniana, Continuatio Leidensis et Divionensis era la figlia primogenita del signore di Bitche, in Alsazia e conte delle Fiandre, Teodorico di Alsazia e di Sibilla d'Angiò, che, anche se l'arcivescovo, Guglielmo, della città di Tiro, nell'odierno Libano, nel suo Historia rerum in partibus transmarinis gestarum ce la presenta come figlia femmina primogenita era la figlia femmina secondogenita del conte d'Angiò e conte di Tours, conte consorte e poi conte del Maine ed infine reggente del Principato di Antiochia e re consorte del Regno di Gerusalemme, Folco il Giovane, e della contessa del Maine, Eremburga, figlia unica del conte del Maine, Elia I e di Matilde, come riporta nella sua Historia Ecclesiastica, Pars II, Liber IV del monaco e storico medievale, Orderico Vitale, signora di Château-du-Loir, figlia di Gervaso, signore di Château-du-Loir.
Teodorico di Alsazia, secondo il Cartulaire de l'Abbaye de Saint-Bertin, era il figlio primogenito del Duca di Lorena, Teodorico II e della sua seconda moglie, Gertrude delle Fiandre (fra il 1070 e il 1080-1117), che ancora secondo il Cartulaire de l'Abbaye de Saint-Bertin e la Genealogica Comitum Flandriæ Bertiniana, Continuatio, era figlia del conte delle Fiandre, Roberto I e di Gertrude di Sassonia, figlia del duca di Sassonia, Bernardo II.

## Biografia
Gertrude, nel 1155, come ci viene confermato dalla Genealogica Comitum Flandriæ Bertiniana, Continuatio Leidensis et Divionensis, fu data in moglie al Conte di Savoia e Conte d'Aosta e Moriana, Umberto III, che, secondo Samuel Guichenon, era il figlio maschio primogenito del settimo Conte di Savoia e Conte d'Aosta e Moriana, che era stato il primo ad assumere il titolo di Conte di Savoia, Amedeo III, e di Matilde di Albon, figlia del Conte d'Albon Ghigo III, e  e della moglie Regina detta Matilde (Regina nominate Maheldis), di ascendenze inglesi (Dominus Vuigo comes et uxor eius Regina quæ fuit de Anglia), come viene descritta dal documento n° 17 del Cartulare monasterii beatorum Petri et Pauli de Domina, forse figlia illegittima di Edgardo Atheling, ultimo discendente del Casato del Wessex, oppure di Eremburga di Mortain e del primo Conte di Sicilia, Ruggero I di Sicilia (Umberto III era al suo secondo matrimonio, avendo sposato, nel 1151, Faidiva di Tolosa (1135 – 1154), figlia del Conte di Tolosa, Alfonso Giordano, e della moglie Faidiva d'Uzès; il matrimonio viene confermato dal documento n° 26 del Peter der Zweite, Graf von Savoyen, Markgraf in Italien, del 3 gennaio 1151, inerente ad una donazione di Umberto e la moglie,Faidiva (Umbertus comes, Amedei comitis filius……cum uxore sua nomine Faidiva); dal matrimonio non erano nati dei figli).
Il secondo matrimonio di Umberto III viene confermato dallo storico inglese Charles Previté-Orton, il quale sostiene che ci furono incomprensioni tra i coniugi e Umberto fece imprigionare la moglie, che fu rimessa in libertà solo dopo l'intervento del fratello, Filippo; anche gli storici francesi, Victor Flour de Saint-Genis e Samuel Guichenon, lo confermano, sostenendo però, che non fu il secondo ma il quarto ed ultimo matrimonio, posticipando la data al 1172, asserendo inoltre il Guichenon, che il matrimonio fu annullato per consanguineità; secondo altre fonti, il matrimonio fu annullato nel 1163 per sterilità della moglie.
Anche il documento n° CCCXXXIII del Regesta comitum Sabaudiae ci conferma l'avvenuto matrimonio di Gertrude e Umberto III.
Dopo la separazione da Umberto III,  Gertrude si sposò, nel 1168, in seconde nozze, con Ugo d'Oisy (Hugoni de Oisi). Dopo che, nel 1073, era morto suo fratello, Matteo, ed essendo l'altro fratello, Filippo, conte di Fiandra e Conte di Vermandois e di Valois, senza eredi legittimi, Ugo d'Oisy, per conto della moglie, Gertrude si trovò ad essere l'erede di Filippo; ma anche il secondo matrimonio di Gertrude fu annullato per consanguineità; Charles Previté-Orton, invece sostiene che Gertrude e Ugo divorziarono e che Gertrude, nel 1177, si ritirò in un monastero a Mesen, nelle Fiandre, come confermano anche le Regesta comitum Sabaudiae e la Flandria Generosa (Continuatio Claromariscensis.
Suo fratello, Filippo, decise, prima di partire per la Terra santa nel 1177, di nominare suoi successori ed eredi la sorella Margherita (ca. 1145-†1194), secondo la Flandria Generosa (Continuatio Claromariscensis) era la femmina secondogenita, ed il suo secondo marito, Baldovino V (1150-1195), conte di Hainaut, chiedendo a Gertrude, la primogenita di rinunciare ad essere erede di Filippo, come ci viene confermato dal documento n° 46 degli 
Actes et documents anciens intéressant la Belgique, che venne controfirmato anche dal suo secondo marito, Ugo.
non si conosce la data esatta della morte di Gertrude; mori presumibilmente nel 1186.

## Figli
Gertrude al suo primo marito, Umberto III non diede figli.
Gertrude neppure al suo secondo marito, Ugo diede figli. 

## Ascendenza
|                        |                  |                            | Genitori                            |  |  | Nonni |  |  | Bisnonni          |  |  | Trisnonni                 |  |
|                        |                  |                            |                                     |  |  |       |  |  | Gerardo di Lorena |  |  | Gerardo IV di Bouzonville |  |
|                        |                  |                            |                                     |  |  |       |  |  | Gerardo di Lorena |  |  | Gerardo IV di Bouzonville |  |
|                        |                  | Gisella                    |                                     |  |  |       |  |  | Gerardo di Lorena |  |  |                           |  |
| Teodorico II di Lorena |                  |                            |                                     |  |  |       |  |  | Gerardo di Lorena |  |  |                           |  |
|                        |                  | Edvige di Namur            | Alberto II di Namur                 |  |  |       |  |  |                   |  |  |                           |  |
|                        |                  | Edvige di Namur            | Alberto II di Namur                 |  |  |       |  |  |                   |  |  |                           |  |
|                        |                  | Edvige di Namur            | Regelinda di Verdun                 |  |  |       |  |  |                   |  |  |                           |  |
| Teodorico di Alsazia   |                  | Edvige di Namur            |                                     |  |  |       |  |  |                   |  |  |                           |  |
|                        |                  | Roberto I di Fiandra       | Baldovino V di Fiandra              |  |  |       |  |  |                   |  |  |                           |  |
|                        |                  | Roberto I di Fiandra       | Baldovino V di Fiandra              |  |  |       |  |  |                   |  |  |                           |  |
|                        |                  | Roberto I di Fiandra       | Adele di Francia                    |  |  |       |  |  |                   |  |  |                           |  |
| Gertrude delle Fiandre |                  | Roberto I di Fiandra       |                                     |  |  |       |  |  |                   |  |  |                           |  |
|                        |                  | Gertrude Billung           | Bernardo II di Sassonia             |  |  |       |  |  |                   |  |  |                           |  |
|                        |                  | Gertrude Billung           | Bernardo II di Sassonia             |  |  |       |  |  |                   |  |  |                           |  |
|                        |                  | Gertrude Billung           | Eilika di Schweinfurt               |  |  |       |  |  |                   |  |  |                           |  |
| Gertrude delle Fiandre |                  | Gertrude Billung           |                                     |  |  |       |  |  |                   |  |  |                           |  |
|                        | Folco IV d'Angiò | Goffredo II di Gâtinais    |                                     |  |  |       |  |  |                   |  |  |                           |  |
|                        | Folco IV d'Angiò | Goffredo II di Gâtinais    |                                     |  |  |       |  |  |                   |  |  |                           |  |
|                        | Folco IV d'Angiò | Ermengarda d'Angiò         |                                     |  |  |       |  |  |                   |  |  |                           |  |
| Folco V d'Angiò        | Folco IV d'Angiò |                            |                                     |  |  |       |  |  |                   |  |  |                           |  |
|                        |                  | Bertrada di Montfort       | Simone I di Montfort                |  |  |       |  |  |                   |  |  |                           |  |
|                        |                  | Bertrada di Montfort       | Simone I di Montfort                |  |  |       |  |  |                   |  |  |                           |  |
|                        |                  | Bertrada di Montfort       | Agnese d'Évreux                     |  |  |       |  |  |                   |  |  |                           |  |
| Sibilla d'Angiò        |                  | Bertrada di Montfort       |                                     |  |  |       |  |  |                   |  |  |                           |  |
|                        |                  | Elia I del Maine           | Jean de la Flèche                   |  |  |       |  |  |                   |  |  |                           |  |
|                        |                  | Elia I del Maine           | Jean de la Flèche                   |  |  |       |  |  |                   |  |  |                           |  |
|                        |                  | Elia I del Maine           | Paola del Maine                     |  |  |       |  |  |                   |  |  |                           |  |
| Eremburga del Maine    |                  | Elia I del Maine           |                                     |  |  |       |  |  |                   |  |  |                           |  |
|                        |                  | Matilde di Château-du-Loir | Gervais II, Lord of Château-du-Loir |  |  |       |  |  |                   |  |  |                           |  |
|                        |                  | Matilde di Château-du-Loir | Gervais II, Lord of Château-du-Loir |  |  |       |  |  |                   |  |  |                           |  |
|                        |                  | Matilde di Château-du-Loir | Aremberge                           |  |  |       |  |  |                   |  |  |                           |  |
|                        |                  | Matilde di Château-du-Loir |                                     |  |  |       |  |  |                   |  |  |                           |  |

### Fonti primarie
- (LA)  Orderici Vitalis, Historia Ecclesiastica, tomus unicus.
- (LA)  Monumenta Germaniae Historica, Scriptores, tomus IX.
- (LA)  Historia Rerum in partibus transmarinis gestarum.
- (LA)  Cartulaire de l'abbaye de Saint-Bertin.
- (LA)  Actes et documents anciens intéressant la Belgique.
- (LA)  Peter der Zweite, Graf von Savoyen, Markgraf in Italien
- (LA)  Cartulare monasterii beatorum Petri et Pauli de Domina.
- (LA)  Regesta comitum Sabaudiae
- (LA, FR)  Regeste dauphinois, ou Répertoire chronologique et analytique des documents, tome I, fascicolo II.

### Letteratura storiografica
- (FR)  Histoire de Savoie, d'après les documents originaux,... par Victor ... Flour de Saint-Genis. Tome 1
- (FR)  Histoire généalogique de la royale maison de Savoie, justifiée par titres, ...par Guichenon, Samuel
- (EN)  The early history of the house of Savoy (1000-1233)
- (FR)  Histoire Générale de Languedoc, Notes, Tome IV.